# 정가롱
정가롱(광둥어: 張家朗 Zoeng1 Gaa1 Long5, 중국어 정체자: 張家朗, 간체자: 张家朗, 병음: Zhāng Jiālang 장자랑[*], 한자음: 장가랑, 영어: Edgar Cheung Ka-long 에드거 청 카롱[*] SBS, 1997년 6월 10일~)은 홍콩의 펜싱 선수로 주 종목은 플뢰레이다. 2020년 하계 올림픽 남자 플뢰레 개인전에서 금메달을 획득하며 홍콩 반환 이후 처음으로 올림픽 금메달을 획득한 홍콩 선수가 되었다. 이후 2024년 하계 올림픽에서도 남자 플뢰레 개인전에서 금메달을 획득하여 홍콩 역사상 최초로 올림픽 2연속 금메달리스트가 되었다.

## 수상

### 수훈
- 은자형성장(2022년)